# Cerianthula polybotrucnidiata
Cerianthula polybotrucnidiata is een Cerianthariasoort uit de familie van de Botrucnidiferidae. De wetenschappelijke naam van de soort is voor het eerst geldig gepubliceerd in 1964 door Leloup.